# 南京南站 (地铁)
南京南站地铁站位于中华人民共和国江苏省南京市雨花台区南京南站地下，是1号线、3号线、S1号线和S3号线的地铁换乘站。该站站台分为南北两组，两组站台之间有换乘通道相连。1号线和3号线站台位于南侧，在国铁南京南站地下，呈南北走向，为同台换乘的双岛式站台。S1号线和S3号线站台位于北侧，在国铁南京南站北广场地下，东西走向，为一岛两侧式站台。1号线站台在1号线南延线开通初期并未启用，直到2011年6月28日京沪高铁开通前两天才正式启用，S1号线、3号线、S3号线站台分别于2014年7月1日、2015年4月1日、2017年12月6日线路开通时同步启用。

## 车站结构
地铁南京南站主要分为两部分，分别为1、3号线车站和S1、S3线车站，两部分位置不同、走向不同，相对独立。其中1、3号线车站呈南北向布置，S1、S3车站呈东西向布置。两部分由换乘通道连接。

### 1号线、3号线站台
1号线和3号线车站在南京南站地下按南北向布置，与国铁南京南站同时建设，长度为411.1米、宽度为48.9米，为地下两层双岛车站，总建筑面积52966 平方米，其中主体建筑面积为47864 平方米。
1号线和3号线车站地下一层为站厅层，地下二层为站台层，1号线和3号线在地下二层同台换乘：1号线往八卦洲大桥南与3号线往林場站方向、和1号线往中国药科大学与3号线往秣周东路方向各使用一个岛式站台
| 1号线、3号线站台布置 |          |                                                  |    |
| 地面                 | 出入口   | 南京南站到达层                                   |    |
| 地下 一層            | 站厅层   | 换乘通道（往S1號線、S3號線）、商铺               |    |
| 地下 一層            | 站厅层   | 票務服務、自动售票机、金陵通服務、客服中心       |    |
| 地下 二層            | 南       | █ 1号线往中國藥科大學站方向 （下一站雙龍大道站） |    |
| 地下 二層            | 島式月台 |                                                  |    |
| 地下 二層            | 南       | █ 3号线往秣周東路站方向 （下一站宏運大道站 ）    |    |
| 地下 二層            |          | █ 3号线往林場站方向 （下一站明發廣場站）         | 北 |
| 地下 二層            | 島式月台 |                                                  |    |
| 地下 二層            |          | █ 1号线往八卦洲大桥南站方向 （下一站花神廟站 ）  | 北 |

### S1号线、S3号线
S1号线和S3号线车站在南京南站北广场地下按东西向布置，地下一层为站厅层，地下二层为站台层，为一岛两侧式站台。
| S1号线、S3号线站台布置 |          |                                                                |          |
| 地面                   | 出入口   | 南京南站北广场                                                 |          |
| 地下 一層              | 站厅层   | 换乘通道（往1號線、3號線）                                     |          |
| 地下 一層              | 站厅层   | 票務服務、自动售票机、金陵通服務、客服中心                     |          |
| 地下 二層              | 側式月台 | 側式月台                                                       | 側式月台 |
| 地下 二層              | 西       | █ S1号线往空港新城江宁站方向 （翠屏山站/大站快车：翔宇路南站） |          |
| 地下 二層              |          | █ S1号线终点站                                                 | 东       |
| 地下 二層              | 島式月台 |                                                                |          |
| 地下 二層              | 西       | █ S3号线往高家冲站方向（下一站景明佳园站）                     |          |
| 地下 二層              |          | █ S3号线终点站                                                 | 东       |
| 地下 二層              | 側式月台 |                                                                |          |

### 换乘通道
南京南站1号线、3号线车站和S1、S3线车站之间由一条长240米、宽12米（有效净宽10.6米）的换乘通道相连。旅客换乘平面最长距离约为400米，步行约8分钟时间。换乘通道于2014年南京地铁S1号线接入南京南站时由非付费区改为付费区，以方便乘客换乘。
通道内设有两个独立非付费区通往1号口和7号口，两个非付费区内均设有自动售票机、安检设备、进出站闸机和服务中心。同时经由两出口可连接地铁商业、市政配套商业、小汽车停车场等功能区。
换乘通道虽长达250米，但该层中板结构采用框架梁柱体系，不具备下挖基坑改造的结构条件，因此无法加装自动人行道。

## 出口
南京南站共有11个出入口，其中2-6出口位于1号线、3号线站厅，沿铁路南京南站到达层出站通道呈南北向布置；1、7出口位于换乘通道内；8-11号口位于S1、S3号线站厅（近铁路南京南站北广场），呈东西向布置。
| 出口編號                | 照片 | 出口指示         | 建議前往的目的地                                                                   |
| ----------------------- | ---- | ---------------- | ---------------------------------------------------------------------------------- |
| 出口 · 1L               |      | 铁路出发（北侧） | 长途汽车、铁路出发（北侧）、玉兰路                                                 |
| 出口 · 2L · 升降机标志  |      | 铁路到达         | 铁路到达、铁路售票                                                                 |
| 出口 · 3L               |      | 铁路到达         | 铁路到达                                                                           |
| 出口 · 4L               |      | 铁路到达         | 铁路出发（南侧）、市内公交、出租车、MIX TOWN环球美食荟、博爱街、铁路售票处（南侧） |
| 出口 · 5L               |      | 铁路售票处（南） | 铁路出发、铁路售票（南）、江南路、金阳西街                                         |
| 出口 · 6L               |      | 铁路出发         | 铁路出发、六朝路、金阳东街、金阳西街、出租车                                       |
| 出口 · 7L               |      | 铁路出发（北）   | 铁路出发（北）、铁路售票处（北）、停车场                                           |
| 出口 · 8L               |      | 铁路出发（北）   | 铁路出发（北）、长途汽车、江南路                                                   |
| 出口 · 9L               |      | 北广场（西）     | 北广场（西）、玉盘西街                                                             |
| 出口 · 10L              |      | 北广场（东）     | 北广场（东）、玉盘东街                                                             |
| 出口 · 11L · 升降机标志 |      | 六朝路           | 六朝路、玉盘东街（暂时关闭）                                                       |
| 註： 設有               |      |                  |                                                                                    |

## 车站文化
地铁南京地铁是南京地铁打造的文化车站之一，于2011年12月20日被命名为“博爱车站”。车站口号为“祝福每一个出发，温暖每一个到达”，同时在车站的内部还设有名为“博爱岛”的服务台为乘客提供各种服务。2013年“博爱岛”和国铁南京南站和南京汽车客运南站联手共建“爱心大南站”，通过实现信息共享，为乘客提供“一体化”的全方位无缝服务。
在1、3号线车站内，则设有多件艺术作品。在站厅的东侧墙面设有一面长21.6米、高3米的白色大理石墙面，上面刻有4000多条用各种语言写成的“爱的箴言”。该墙面由南京艺术学院教授速泰熙主导，通过向社会各界征集近一万条箴言，并筛选其中4000条雕刻在墙上，形成六幅“爱的手势”的画面。墙上的箴言并没有署名，但是所有留言都会有署名地在画册上出版。
1、3号线站厅内还设有22组紫铜浮雕，名为《虎踞龙盘博爱之都》。这些浮雕全部悬挂在站厅内的立柱上，其中12组雕刻着南京的“金陵十二景”，另4组大型浮雕则通过龙头和虎头形象，反映了南京的科技进步、文化繁荣、体育兴盛和交通畅达等。
- 站厅内的“爱墙”
- 站厅立柱悬挂的一组紫铜浮雕，反映了南京的体育兴盛
- S1月台上的大字壁
- S3站台大字壁

## 周边
- 南京南站高铁站
- 南京汽车客运南站
- 南京明发商业广场
- 南部创业园
- 绿地之窗